# Biblioteca Națională a Kârâgzstanului
Biblioteca Națională a Kârâgzstanului (în kîrgîză Национальная библиотека Кыргызской Республики имени Алыкула Осмонова) este ceda mai importantă bibliotecă din Kârgâzstan. A fost înființată în 1934 și este situată în orașul Bișkek. Din aprilie 2015, biblioteca poartă numele poetului Alikul Osmonov. Are o colecție de 6 milioane de documente în 89 de limbi din întreaga lume.

## Istorie
Biblioteca a fost înființată la 10 mai 1934, combinând două biblioteci: Biblioteca Centrală a orașului Frunze și Biblioteca Științifică a Consiliului Deputaților. Acest lucru a dus la crearea unei biblioteci naționale, care includea un departament general și un departament științific, cu o colecție de 16.000 de lucrări în primele sale zile. Biblioteca a fost deschisă publicului în august 1934.
Cele mai mari biblioteci ale URSS au participat la formarea fondurilor sale: Biblioteca Academiei de Științe a URSS, Biblioteca de Stat a URSS etc.
În 1939, Biblioteca a fost redenumită Biblioteca de Stat a Republicii Sovietice Socialiste Kirghize, cu numele de N.G. Chernîșevski. De la această dată, biblioteca a început să primească o copie obligatorie a publicațiilor publicate în URSS, iar din 1940 o copie obligatorie a tuturor publicațiilor naționale. O cantitate mare de literatură a fost achiziționată prin abonament și schimburi cu alte biblioteci, instituții de cercetare din fosta Uniune Sovietică și din țări străine.
Prin decretul guvernului Republicii Kârgâztanr nr. 173 din 1 aprilie 2015, biblioteca este numită după proeminentul poet Alikul Osmonov, care a adus o contribuție deosebită la dezvoltarea literaturii naționale din Kârgâzstan.
Din 2005, directorul Bibliotecii Naționale a Kârgâzstanului este Dr. Jyldyz Bakashova.

## Funcționare și organizare
Biblioteca Națională este în primul rând o bibliotecă de cercetare și de referință, care face ca aceasta să fie un centru științific, informativ, educațional și cultural. Intenția sa este de a oferi resurse bibliotecare, precum și  informații corecte și de calitate tuturor locuitorilor din Kârgâzstan.
Printre principalele sale obiective:
- garantează păstrarea principalelor lucrări ale scrierii și culturii de carte rusești, a patrimoniului cultural național al Republicii Kârgâzstan, dezvoltarea și diseminarea fondurilor Bibliotecii Naționale;
- dezvoltarea tehnologiilor informaționale și de comunicare în domeniul bibliotecar și a informațiilor pentru a depăși inegalitatea informațională a populației;
- susține dezvoltarea științifică și informativă pentru îmbunătățirea bibliotecii, formarea bibliotecii electronice naționale din Kârgâzstan, integrarea în biblioteca electronică mondială și spațiul informațional;
- extinde sfera activităților culturale și educaționale ale Bibliotecii Naționale, poziționează activ cultura cărților, dezvoltă Biblioteca Națională ca centru național de comunicare socio-culturală;

îmbunătățește sistemul de reglementare financiară și economică a proceselor de dezvoltare a Bibliotecii Naționale;
- echipează personalul cu procesele de dezvoltare a Bibliotecii Naționale și garantează dezvoltarea socială a echipei.

## Colecții
Biblioteca Națională menține o colecție fizică de cărți, ziare, reviste, muzică, hărți, teze, manuscrise și lucrări nepublicate etc.
În colecția sa documentară are lucrări literare unice ale culturii naționale organizate în cinci domenii majore: cărți în limba kirghiză tipărite cu litere arabe; cărți în limba kirghiză tipărite cu litere latine; cărți în limba kirghiză tipărite în chirilică; periodice kirghize și colecția de cărți ale lingvistului principal K. Karasaev.
Oferă 14 săli de lectură specializate cu 1.000 de locuri și 24 de departamente de informații specializate pe subiecte sau tipuri de material.
Pentru consultarea lucrărilor, biblioteca dispune de spații diferite, cum ar fi: sala de lectură chineză, sala de lectură franceză, sala de lectură a literaturii germane, colțul de lectură pentru familie, sala de lectură a centrului coreean, sala de lectură a centrului arab și centrul kirghizo-turc.
În medie, 1.250 de cititori vizitează în fiecare zi biblioteca.
Mai mult, Biblioteca Națională a Kârgâzstanului colaborează cu Biblioteca digitală mondială creată de UNESCO.
Biblioteca Națională a Kârgâzstanului cooperează cu biblioteci naționale din 132 de țări și cu toate organizațiile internaționale acreditate din Bișkek. Este, de asemenea, membră a organizațiilor bibliotecare internaționale precum IFLA, BAE și altele.